# Český chladnokrevník
Český chladnokrevník patří mezi plemena koní využívaná k práci. Díky robustní stavbě těla a klidné povaze se používá například k tahu či k práci v lese. Tento kůň byl vyšlechtěn na území Čech a Moravy. 
Český chladnokrevník dorůstá v kohoutku výšky zhruba 160–175 cm, hmotnost dospělého koně se běžně pohybuje v rozmezí 650–1000 kg. Kůň dospívá ve 3 letech.